# Mangora umbrata
Mangora umbrata là một loài nhện trong họ Araneidae.
Loài này thuộc chi Mangora. Mangora umbrata được Eugène Simon miêu tả năm 1897.